# Kay Smits
Kay Kirsten Evert Smits (Geleen, 31 maart 1997) is een Nederlandse handballer.

## Biografie
Smits begon met handballen bij Vlug en Lenig en maakte vervolgens de overstap naar de Limburg Lions. In 2016 verruilde hij de Limburg Lions voor Wilhelmshavener HV uit Duitsland. In 2018 verliet hij de Duitse club om te spelen voor Team Tvis Holstebro. In februari 2020 maakte Smits een toptransfer, naar SC Magdeburg, maar na tien wedstrijden werd door de economische onzekerheid bij SC Magdeburg afgezien om het contract van Smits in Holstebro (dat liep tot de zomer van 2021) helemaal af te kopen. Hierdoor keerde Smits terug bij TTH Holstebro. Na een jaar ging Smits opnieuw naar SC Magdeburg. In de zomer van 2022 maakte Smits bekent dat hij Magdeburg ging verlaten en voor SG Flensburg-Handewitt ging spelen een jaar later.
Smits speelde 41 jeugdinterlands, en maakte hij zijn debuut in het Nederlands handbalteam op 11 juni 2016 tegen Polen. In juni 2019 kwalificeerde het Nederlands team zich voor het EK 2020. Smits werd geselecteerd door bondscoach Erlingur Richardsson voor de selectie die deelnam aan het EK. Bij het EK maakte Smits 22 doelpunten in drie wedstrijden. 

## Privé
Zijn ouders, Gino Smits en Cecile Leenen, speelden op hoog niveau handbal. Zijn broer Jorn Smits en zus Inger Smits spelen ook op hoog niveau handbal.